# Stazione di Niederfinow
La stazione di Niederfinow è una stazione ferroviaria tedesca, posta sulla linea Eberswalde-Francoforte sull'Oder. Serve l'omonimo centro abitato.